# Ґусін (Мазовецьке воєводство)
Ґусін (пол. Gusin) — село в Польщі, у гміні Собене-Єзьори Отвоцького повіту Мазовецького воєводства.
Населення — 192 особи (2011).
У 1975-1998 роках село належало до Седлецького воєводства.

## Демографія
Демографічна структура станом на 31 березня 2011 року:
|          | Загалом | Допрацездатний вік | Працездатний вік | Постпрацездатний вік |
| -------- | ------- | ------------------ | ---------------- | -------------------- |
| Чоловіки | 99      | 18                 | 68               | 13                   |
| Жінки    | 93      | 14                 | 56               | 23                   |
| Разом    | 192     | 32                 | 124              | 36                   |